# Kanton Vals-les-Bains
Kanton Vals-les-Bains (fr. Canton de Vals-les-Bains) je francouzský kanton v departementu Ardèche v regionu Rhône-Alpes. Skládá se z osmi obcí.

## Obce kantonu
- Labégude
- Saint-Étienne-de-Boulogne
- Saint-Julien-du-Serre
- Saint-Michel-de-Boulogne
- Saint-Privat
- Ucel
- Vals-les-Bains
- Vesseaux